# Waldgeding
Als Waldgeding (Gedinge = Vertrag) wurde eine regionale Genossenschaft bezeichnet, die unter anderem die gemeinschaftliche Nutzung eines Waldes regelte. Auch über andere Formen der Zusammenarbeit wie beispielsweise den Beistand in Notsituationen oder bei äußerer Bedrohung waren die Mitglieder eines Waldgedings vielfach miteinander verbunden.
Die Bewohner der an einem Waldgeding beteiligten Ortschaften übten gemeinsam das Hoheitsrecht über den verwalteten Wald aus. Hierzu gehörten unter anderem das Jagd- und das Forstrecht. Die Rechte der Anteilseigner wurden in regelmäßigen Abständen erneuert und dabei auch verändert, wobei adlige Grundherren versuchten, die Rechte ihrer Untertanen einzuschränken. Dadurch hatte jedes Waldgeding im Detail einen individuellen rechtlichen Rahmen. So waren mitunter nicht alle Ortschaften innerhalb eines Waldgebiets Teil des Waldgedinges und hatten somit keine Rechte an dem Wald. Zum Teil wurde das Jagdrecht zeitlich oder auf bestimmte Tierarten begrenzt. Auch konnten Abgaben auf die erlegte Beute oder auf dem Wald entnommenes Nutz- oder Brennholz anfallen.
Besonders gut erforscht ist das Dornstetter Waldgeding.